# 이스턴 SC
이스턴(영어: Eastern Sports Club) 또는 동방 체육회(중국어: 東方體育會))는 홍콩의 축구 클럽이다. 현재는 홍콩 프리미어리그에 참가하고 있다. 찬유엔팅 감독이 2015-2016시즌 리그 우승을 이끌면서 세계 최초로 여성 감독이 1부 리그를 우승시킨 팀이기도 하다.

## 성적
- 홍콩 프리미어리그
  - 우승 (1): 2014–15

## 선수 명단

### 현역
참고: FIFA 자격 규정에 따라 소속된 국가대표팀 국기를 표시합니다. 선수는 복수의 FIFA 비회원국 국적을 가지고 있을 수 있습니다.
| 번호 | 포지션 | 국적         | 이름                |
| ---- | ------ | ------------ | ------------------- |
| 3    | DF     | 키르기스스탄 | 타미르란 코주마예프 |
| 21   | DF     |              | 다니엘 알마잔 베라  |

| 번호 | 포지션 | 국적 | 이름 |
| ---- | ------ | ---- | ---- |

## 역대 감독
| 감독            | 임기        |
| --------------- | ----------- |
| 보비 무어       | 1981 ~ 1982 |
| 로베르토 로사다 | 2021 ~      |